# مايك جونز (حكم كرة قدم)
مايك جونز (بالإنجليزية: Mike Jones)‏ هو حكم كرة قدم بريطاني، ولد في 18 أبريل 1968 في تشستر في المملكة المتحدة.